# تروریسم در اندونزی
تروریسم در اندونزی (انگلیسی: Terrorism in Indonesia) به عمل تروریستی بر روی اماکن یا حمله به شهروندان اندونزی یا خارجی‌ها گفته می‌شود. این عمل تروریستی همیشه دولت جمهوری اندونزی یا خارجی‌ها را در اندونزی، به‌طور مشخص بازدیدکنندگان غربی و به‌طور ویژه آن‌هایی که از آمریکا و استرالیا به اندونزی می‌روند را هدف قرار داده‌است.
در ژوئن سال ۲۰۱۵ اندونزی از لیست سیاه مالی کشورهای غیر همکار یا تروریسم (NCCTs) بر اساس اینکه اندونزی در جنگ سراسری علیه منابع مالی تروریستی و پولشویی همکاری می‌کند، خارج شد. این به اندونزی همان وضعیت سایر کشورهای عضو G-20 را می‌دهد.

## شک و گمان
از قدیم شبه نظامیانی که به صورت سیاسی مخالف دولت اندونزی هستند مسؤلیت حملات تروریستی در اندونزی را بعهده داشته‌اند. جنبش‌های جدایی طلبانه که در اندونزی عمل می‌کند مانند «دارالاسلام» (اندونزی)، «فرتیلین» (شبه نظامیان جدایی‌طلب تیمور شرقی در جریان اشغال تیمور شرقی)، «گراکان آسه مردکا» و «ارگانیساسی پاپوآ مردکا» به‌طور معمول مسئول عملیات تروریستی در اندونزی مانند بمبگذاری، تیراندازی در اندونزی هستند. عملیات‌های تروریستی اخیر در اندونزی می‌تواند توسط گروه تروریستی اسلامی متحد با القاعده بنام «جامعه اسلامیه» یا داعش انجام شده باشد.

## اهداف
تا سال ۲۰۰۳ تعدادی از اهداف غربی مورد هدف قرار گرفت. قربانیان شامل هم خارجی‌ها ـ به‌طور خاص توریستهای غربی ـ و هم شهروندان اندونزی بودند. تروریسم در اندونزی در سال ۲۰۰۰ با بمبگذاری در محل صرافی‌های جاکارتا، که با چهار حمله دیگر دنبال شد، افزایش یافت. در این عملیات‌ها، در سال ۲۰۰۲ تنها ۲۰۲ نفر (شامل ۱۶۴ توریست بین‌المللی) در شهر پر رفت‌وآمد کوتا در بالی کشته شدند. هشدارهای سایر کشورها در مورد تهدیدات سفر به اندونزی باعث خراب شدن صنعت توریسم و سرمایه‌گذاری‌های خارجی در اندونزی شد. هر چند که بعداً اکثر اعضای کلیدی و رهبران تروریست‌ها مانند سامودرا امروزی، ابودجانا، اظهری حسین و نورالدین تاپ دستگیر و کشته شدند ولی هسته‌های تروریستی در اندونزی به صورت فزاینده‌ای رشد داشته‌است. 

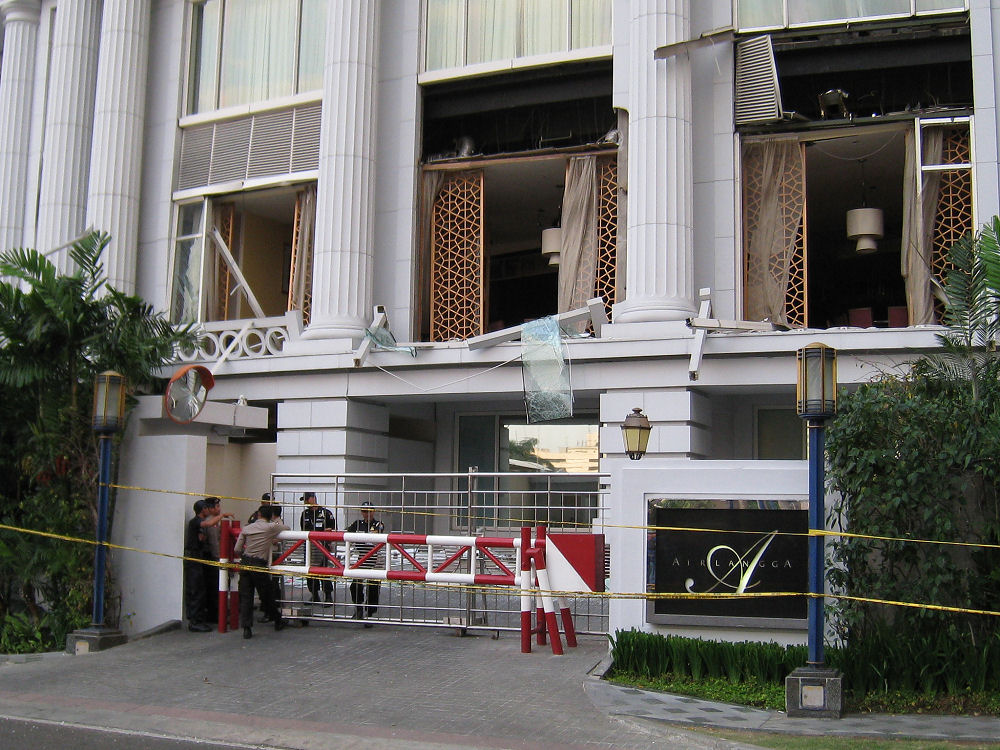
هتل آسیب دیده ریتز کارلتون در سال ۲۰۰۹ بمب‌گذاری‌های جاکارتا.

از سال ۲۰۱۱ بنظر می‌رسد که تهاجمات تروریستی به اهداف خارجی‌های غربی و افراد مقیم در کشور به تهاجم به افسران پلیس تغییر کرده‌است. پلیس اندونزی موفق به نابودی هسته‌های تروریستی و یک گروه تروریستی جدید که به «هسته سیربون» معروف بود و افسران پلیس را هدف قرار می‌دادند شد. در ۱۵ آوریل ۲۰۱۱ هر بمبگذار انتحاری خودش را در یک مسجد در یک مجموعه پلیس در شهر سیربون در غرب جاوا در حین نماز جمعه منفجر کرد. بمبگذار کشته و ۲۸ نفر از مردم زخمی شدند. همین هسته تروریستی به دو عمل تهاجمی در سولو متهم است که یکی یک بمبگذار انتحاری در یک کلیسا در ۲۵ سپتامبر ۲۰۱۱ و دیگری تیراندازی به یک پلیس در ۱۷ آوت ۲۰۱۲ می‌باشد. این عملیات‌ها نسبت به عملیات‌های قبلی گروه تروریستی جماعه اسلامیه به‌خوبی آماده‌سازی و برنامه‌ریزی نشده بود.
اگر چه تعداد عملیات‌های تروریستی هم در تعداد و هم در کیفیت کاهش داشته‌است ولی برخی تهدیدات تروریستی مانند پاسو، سولاوسی غربی همچنان باقی است، ناحیه پولو قبلاً یک منطقه مورد مناقشه بین مسلمانان و مسیحیان بوده‌است. در ۱۶ اکتبر ۲۰۱۲ پلیس اندونزی در روستای تامانیکا در حکومت پاسو در سولاوسی مرکزی، اجساد دو گروه پلیس را کشف کرده که سه روز قبل به قتل رسیده بودند. قربانیان در یک مأموریت تحقیقاتی در محل احتمالی آموزش تروریستی در جنگل‌های منطقه پاسا ناپدید شده بودند.
عملیات مشابهی که مقامات اندونزی، به‌طور خاص افسران پلیس را هدف قرار داد در پاپوآ اتفاق افتاد، هر چند که این عملیات به هسته‌های تروریستی اسلامی مربوط نمی‌شد ولی جنبش جدایی‌طلبانه ارگانیساسی پاپوآ مردکا مسئول انجام آن بود. در ۸ آوریل ۲۰۱۲ یک هواپیمای تریگانا PK-YRF در حین فرود در باند فرود مولایا در پونجاک جایا در پاپوآ توسط یک تیرانداز ناشناس هدف قرار گرفت. یک روزنامه‌نگار اهل پاپوآ بنام کوگویا ۳۵ ساله در یک تیراندازی کشته شد. در ۲۷ نوامبر سال ۲۰۱۲ سه پلیس که در یک پست پلیس در جایاویه یا در پاپوآ حضور داشتند در یک تهاجم توسط یک گروه ناشناس کشته شدند. پلیس جنبش جدایی‌طلب پاپوآ را مسئول این عملیات می‌داند.

## لیست عملیات تروریستی
| Date              | Prov. | Location                       | Deaths | Injuries | Type                                            | Perpetrator                  | Description                                                    |
| ----------------- | ----- | ------------------------------ | ------ | -------- | ----------------------------------------------- | ---------------------------- | -------------------------------------------------------------- |
| 28 مارس 1981      |       | پرواز ۲۰۶ اندونزی گارودا       | 6      | 2        | هواپیماربایی                                    | کوماندوهای جهاد              | فرودگاه‌ها و خطوط هوایی                                         |
| 21 ژانویه 1985    |       | بروبودور                       | 0      | 0        | انفجار                                          | حسین علی الحبسیه             | شخصیت‌های مذهبی و مؤسسات .                                      |
| 15 مارس 1985      |       | بانیووانگی                     | 7      | 14       | انفجار                                          | محمد آچوان                   | --حمل و نقل .                                                  |
| 19 آوریل 1999     |       | میدان مردکا                    | 0      | 4        | انفجار                                          | -                            | -- شخصیت‌های مذهبی و مؤسسات مسجد استانبول                       |
| 1 اوت 2000        |       | منتنگ                          | 2      | 21       | ماشین بمبگذاری                                  | -                            | -- دیپلماتیک .                                                 |
| 4 سپتامبر 2000    |       | جنوب جاکارتا                   | 15     | 27       | ماشین بمبگذاری                                  | جماعة اسلامیه                | -- تجاری .                                                     |
| 24 دسامبر 2000    |       | سوکابومی                       | 3      | 20       | انفجار                                          | جماعة اسلامیه                | -- شخصیت‌های مذهبی و مؤسسات کلیسای گرجا سیدانگ کریستوس          |
| 24 دسامبر 2000    |       | باندونگ                        | 4      | 2        | انفجار                                          | جماعة اسلامیه                | -- شخصیت‌های مذهبی و مؤسسات                                     |
| 24 دسامبر 2000    |       | جاکارتا                        | 4      | 18       | ماشین بمبگذاری                                  | جماعة اسلامیه                | -- شخصیت‌های مذهبی و مؤسسات کلیسای سنتایوسف                     |
| 24 دسامبر 2000    |       | پکانبارو                       | 5      | 8        | انفجار                                          | جماعة اسلامیه                | -- شخصیت‌های مذهبی و مؤسسات کلیسای پروتستان حوریا کریستن باتاک. |
| 10 May 2001       |       | ستیابودی                       | 2      | 2        | انفجار                                          | -                            | -- موسسات دولتی خوابگاه اسکندر مودا آچه                        |
| 22 July 2001      |       | زحتکشان دوران                  | 0      | 43       | انفجار                                          | -                            | -- شخصیت‌های مذهبی و مؤسسات کلیسای سنتا آنا.                    |
| 3 April 2002      |       | شهر آمبون                      | 4      | 58       | انفجار                                          | -                            | -- اموال خصوصی و شهروندان                                      |
| 5 June 2002       |       | پوسو                           | 5      | 17       | انفجار                                          | -                            | -- حمل و نقل                                                   |
| 12 July 2002      |       | پوسو                           | 1      | 5        | انفجار                                          | -                            | -- حمل و نقل                                                   |
| 8 August 2002     |       | پوسو                           | 1      | 4        | انفجار                                          | -                            | -- حمل و نقل                                                   |
| 4 September 2002  |       | شهر آمبون                      | 4      | -        | انفجار                                          | -                            | --اموال خصوصی و شهروندان ورزشگاه.                              |
| 12 October 2002   |       | ساحل کوتا                      | 202    | 250+     | کامیون انفجاری & عمل انتحاری                    | جماعة اسلامیه                | -- اموال خصوصی و شهروندان (توریستهای خارجی) .                  |
| 5 December 2002   |       | ماکاسار                        | 3      | 15       | عمل انتحاری                                     | میلیشیای اسلامی لشکر جندالله | --اموال خصوصی و شهروندان .                                     |
| 26 April 2003     |       | فرودگاه بین‌المللی سوکارنا هاتا | 0      | 11       | انفجار                                          | جماعة اسلامیه                | --اموال خصوصی و شهروندان .                                     |
| 5 August 2003     |       | ستیابودی                       | 12     | 150      | ماشین بمبگذاری                                  | جماعة اسلامیه                | -- اموال خصوصی و شهروندان (توریستهای خارجی)                    |
| 31 December 2003  |       | پیرولاک                        | 10     | 45       | انفجار                                          |                              | -- اموال خصوصی و شهروندان ,                                    |
| 10 January 2004   |       | پالوپو                         | 4      | 3        | انفجار                                          | -                            | -- اموال خصوصی و شهروندان                                      |
| 9 September 2004  |       | ستیابودی                       | 9      | 150      | ماشین بمبگذاری                                  | جماعة اسلامیه                | -- دیپلماتیک .                                                 |
| 13 November 2004  |       | پوسو                           | 6      | 3        | انفجار                                          | -                            | -- حمل و نقل .                                                 |
| 28 May 2005       |       | تنتنا                          | 22     | 90       | انفجار                                          | -                            | --اموال خصوصی و شهروندان .                                     |
| 31 December 2005  |       | کوتا & جیمباران                | 23     | 100      | بمب‌گذاری انتحاری                                | جماعة اسلامیه                | -- اموال خصوصی و شهروندان (توریستهای خارجی) .                  |
| 31 December 2005  |       | پالو                           | 8      | 53       | بمب میخی                                        |                              | --اموال خصوصی و شهروندان                                       |
| 17 July 2009      |       | ستیابودی                       | 9      | 53       | بمب‌گذاری انتحاری                                | جماعة اسلامیه                | -- اموال خصوصی و شهروندان (توریستهای خارجی) .                  |
| 15 April 2011     |       | سیربون                         | 1      | 26       | بمب‌گذاری انتحاری                                | -                            | -- موسسات دولتی                                                |
| 25 September 2011 |       | سولو                           | 1      | 14       | بمب‌گذاری انتحاری                                | -                            | -- شخصیتهای مذهبی و موسسات .                                   |
| 16 October 2012   |       | پوسو                           | 2      | 0        | آتش خفیف ارتش                                   | -                            | -- مؤسسه دولتی                                                 |
| 2 June 2013       |       | پوسو                           | 1      | 1        | بمب‌گذاری انتحاری                                | -                            | -- مؤسسه دولتی                                                 |
| 14 January 2016   |       | مرکز جاکارتا                   | 5      | 24       | بمب‌گذاری انتحاری، چندین انفجار و شکار تیراندازی | داعش                         | -- مؤسسه دولتی (پلیس) و مهاجران .                              |